# 70 Virginis
70 Virginis – gwiazda typu żółty karzeł, oddalona od Słońca o ok. 59 lat świetlnych. Położona jest w gwiazdozbiorze Panny. Świeci ok. 3,2 raza jaśniej od Słońca.
W 1996 roku odkryto krążącą wokół niej planetę 70 Virginis b.